# Битка при Аженкур
Битката при Аженкур или Азенкур (на английски: Battle of Agincourt; на френски: Bataille d'Azincourt) на 25 октомври 1415 г. (денят на Св. Криспин) води до английска победа срещу по-голямата френска армия. Победата на Хенри V поставя началото на нов период на войната, в който Хенри се жени за дъщерята на френския крал и синът му е направен наследник на френския престол, но постижението му е пропиляно от наследниците му. Битката е забележителна с употребата на английския дълъг лък, като мнозинството от английските войници са стрелци и е централната част в сюжета на пиесата на Уилям Шекспир „Хенри V“.

## Походът
Крал Хенри V претендира за титлата крал на Франция по линия на своя прапрадядо Едуард III, макар че на практика английските крале са готови да изоставят тази претенция в замяна на признаване от страна на французите на претенцията им спрямо Аквитания и други френски земи (условията на договора от Бретини).
Хенри първоначално свиква Велик съвет през пролетта на 1414 г., за да обсъди война с Франция, но лордовете настояват да продължи с преговорите и да смекчи исканията си. В последвалите преговори Хенри казва, че ще изостави претенцията си към френския трон, ако французите изплатят 1,6 млн. крони, дължими за откупа на Жан II (пленен в битката при Поатие през 1356 г.) и земите на Нормандия, Турен, Анжу, Бретан и Фландрия, както и Аквитания. Хенри иска да се ожени за принцеса Катрин, малката дъщеря на крал Шарл VI и да получи зестра от 2 млн. крони. Французите отговарят с щедрите от тяхна гледна точка условия на брак с Катрин, зестра от 600 000 крони и уголемена Аквитания. До 1415 г. преговорите са замрели, като англичаните твърдят, че французите са се подиграли на исканията им и са осмели самия крал Хенри V. През декември 1414 г. английският парламент е убеден да даде на Хенри V „двойна субсидия“ – двойно по-висок данък – за да възвърне френското си наследство. На 19 април 1415 г. Хенри V отново иска от Великия съвет да одобри война срещу Франция и този път той го прави.
Армията на Хенри акостира в Северна Франция на 13 август 1415 г. и обсажда пристанището Арфльор с около 12-хилядна армия, но обсадата се проточва. Градът се предава на 22 септември, но английската армия не се задържа дълго, тъй като сезонът за походи е към своя край, а англичаните имат много загуби поради болести. На 8 октомври Хенри решава да премести по-голямата част от армията си (ок. 7000 души) в пристанището Кале, английската крепост в Северна Франция, където могат да получават нови доставки през зимата.
По време на обсадата на Арфльор французите са се надявали да наберат армия от 9000 души, но тя не успява да се притече на помощ навреме. След като Хенри V се отправя на север, французите се придвижват по река Сома, за да го блокират и за известно време успяват, принуждавайки Хенри да се отклони на юг в търсене на брод. Англичаните най-сетне успяват да прекосят Сома южно от Перон, между Бетанкур и Войен, и отново тръгват на север. Без защитата на реката французите се колебаят да започнат бой и следват отблизо армията на Хенри, като в същото време викат semonce des nobles, призовавайки местните благородници да се присъединят. До 24 октомври двете армии са в противостояние, но французите се въздържат от атака, надявайки се да пристигнат още войски. На следващия ден французите начеват преговори с надеждата да спечелят време, но Хенри обмисля настъпление, макар че това носи голям риск предвид размера на армията му. Англичаните имат много малко храна, преминали са 415 км за две и половина седмици, страдат от болести като дизентерия и са изправени пред много по-голям брой добре въоръжени французи. Хенри обаче знае, че изчакването може само да увеличи превъзходството на французите.

## Битката
Сутринта на 25 октомври французите все още очакват пристигането на допълнителни войски. Херцозите на Брабант, Анжу и Бретан са потеглили с по около 1000 – 2000 души, за да се присъединят към армията.
В продължение на три часа след изгрев бой не започва. Французите знаят, че англичаните са хванати натясно и вероятно мислейки за предишни неуспешни опити за нападение срещу подготвени английски позиции, се въздържат от атака. Хенри знае, че армията му е по-подготвена за отбранителна битка, но въпреки това поема преценения риск да я придвижи по-напред. Това налага изтръгването от земята на дългите насочени напред колове, които отбраняват стрелците (тяхната употреба е новост – по време на битките при Креси и Поатие такива не са използвани). Ако французите нападнат с кавалерията преди тези колове отново да са забити в земята, последиците за англичаните биха могли да са катастрофални. Французите обаче изглежда са били изненадани от английския маньовър. Тесният терен също може да е ограничил разгръщането на силите им. На около 270 м от френската линия (крайният обхват на английските дълги лъкове) английските стрелци под командването на сър Томас Ерпингам забиват отбранителните си колове и започват сражението със стрелкови бараж. Въпреки че не е добре организирана и не е в пълен състав, френската кавалерия се втурва срещу англичаните, но резултатът е плачевен. Французите не успяват да минат по английските флангове (заради окръжаващите ги гори), нито да преминат през защитните колове на стрелците. Тяхното отстъпление още повече разкалва полето. Френският главнокомандващ, управителят на Франция (connétable de France) Шарл д'Албре сам повежда 5000 пешаци срещу около 1000-та английски пешаци. Въпреки усиления обстрел на англичаните, калното поле и тежките доспехи французите достигат английската линия и започват да я отблъскват назад. Английските стрелци се включват в мелето (което продължава около три часа), след като стрелите им се изчерпват. Към боя се присъединява и втора френска линия, но тя бива погълната като първата. Според една от историите за битката крал Хенри V си пробива път през френската линия заедно с личната си гвардия, за да изведе ранения си в корема брат Хъмфри, херцог на Глостър, от бойното поле. Летописците сочат умората на французите, които са били по-тежко въоръжени и са преминали през калното поле под облак стрели, като значителен фактор за поражението им. Английският летопис Gesta Henrici описва три големи купчини от посечени „по-високи от човешки бой“ около трите главни английски знамена.
Хенри V заповядва избиването на няколко хиляди френски пленници, като само най-знатните са пощадени. Той се страхува, че те може да се превъоръжат с разпилените по полето оръжия. Това слага край на битката. Френският ариергард бяга, след като е видял смъртта и пленяването на толкова много от френските благородници. Сред френските жертви са:
- Антоан Бургундски, херцог на Брабант (1384 – 1415)
- Филип II, граф Невер (1389 – 1415)
- Шарл д’Албре, конетабъл на Франция
- Жан I, херцог дьо Алансон (2 юни 1385, Жюлиен – 25 октомври 1415)
- Едуард Норички, 2-ри херцог Йоркски, внук на английския крал Едуард III
- петима графове и 90 барони.
- Сред пленниците са Шарл, херцог на Орлеан и Жан льо Менгр (пленен също в битката при Никопол през 1396 г.), маршал на Франция.

Според английската историчка Ан Къри, която се позовава на административни документи от епохата, истинският брой на двете армии е бил 9000 англичани срещу 12 000 французи.

## Последици
Французите претърпяват катастрофално поражение, както поради големия брой убити войници, така и поради многото загубени високопоставени благородници. На Хенри са нужни още няколко години, но накрая успява да постигне целите си. С договора от Троа (1420) той е признат за регент и наследник на френския престол и се оженва за Катрин дьо Валоа, дъщерята на Шарл VI.